# Jenő Péterfy
Jeno Péterfy (n. 1850 – d. 1899) a fost un scriitor maghiar.